# De la Court (geslacht)

Familiewapen van De la Court

De la Court is een Nederlands geslacht waarvan leden sinds 1823 tot de Nederlandse adel behoren en dat in 1980 uitstierf.

## Geschiedenis
De stamreeks begint met Johannes de la Court die in 1656 trouwde te Tongeren met Catharina Hendrix. Een directe afstammeling, mr. Paulus Emanuel Antonius de la Court (1760-1848), onder andere lid van de Tweede Kamer, werd op 17 juni 1823 verheven in de Nederlandse adel. Met een achterkleindochter van hem stierf het geslacht in 1980 uit.

## Enkele telgen
mr. Petrus Adrianus de la Court (1725-1792), schout en drost van Gemert
- jhr. mr. Paulus Emanuel Antonius de la Court (1760-1848), onder andere lid van de Tweede Kamer, op 17 juni 1823 verheven in de Nederlandse adel
  - jhr. mr. Leopoldus Josephus Antonius Arnoldus de la Court (1795-1865), lid van de ridderschap van Noord-Brabant; trouwde in 1833 met jkvr. Julie Maria Clara Half-Wassenaar, vrouwe van Onsenoort en Nieuwkuyk  (1807-1892), laatste telg uit het geslacht Half-Wassenaer en dochter van jhr. mr. Jacob Willem, heer van Onsenoort en Nieuwkuik (1775-1837)
    - jkvr. Paulina Wilhelmina Jacoba Lambertina de la Court (1834-1900); trouwde in 1859 met (Belgisch) jhr. Octave Jean Vincent Vergauwen (1827-1900), gezantschapssecretaris en lid van de familie Vergauwen
    - jhr. Josephus Maria Wilhelmus Emanuel de la Court, heer van Onsenoort en Nieuwkuyk (1840-1907), lid provinciale en gedeputeerde staten van Noord-Brabant
      - jhr. mr. Arnoldus Josephus Maria Ghislenus de la Court, heer van Onsenoort en Nieuwkuyk (1875-1932), griffier rechtbank
      - jkvr. Isabella Maria Josepha Theresia Ludovica Ghislena de la Court (1882-1948); trouwde in 1907 met mr. Eppo Paul van Lanschot (1871-1940), burgemeester
      - jkvr. Claire Marie Josephine Victorine Ghislaine Emma de la Court (1889-1980), laatste lid van het adellijke geslacht de la Court

    - jkvr. Ludovica Huberta Cornelia Julia de la Court (1842-1918); trouwde in 1862 met de broer van haar haar zwager (Belgisch) jhr. Georges Benjamin Eduardus Maria Vergauwen (1831-1904), burgemeester van Berlare
      - jhr. Frédéric Emmanuel Paul Joseph Vergauwen (1874-1919), Belgisch volksvertegenwoordiger

    - jhr. Willem Jacob Paul Emmanuel de la Court (1844-1913), lid provinciale staten van Noord-Brabant
    - jkvr. Maria Anna Barbara Josephina de la Court (1850-1922); trouwde in 1877 met (Belgisch) jhr. Ludovicus Marie Ghislain van Pottelsberghe de la Potterie (1847-1927), burgemeester van Desteldonk

  - jhr. mr. Josephus Petrus Johannes Antonius de la Court (1800-1842), rechter
  - jkvr. Cornelia Catharina Antoinetta Paulina de la Court (1802-1831); trouwde in 1830 met Hubert Joseph Jean Lambert ridder de Stuers (1788-1861), generaal